# Stettbach (Speltach)
Der Stettbach ist ein knapp 5 km langer Bach im Gemeindegebiet von Frankenhardt im Landkreis Schwäbisch Hall im nordöstlichen Baden-Württemberg, der etwas oberhalb von dessen Weiler Unterspeltach von links und Südwesten in die mittlere Speltach mündet.

## Geographie

### Verlauf
Der Stettbach entsteht am Ostfuß der höchsten Erhebung seines Einzugsgebietes, nämlich unter der kleinen Hochebene des Berges Mörder in einer flachen Talmulde neben dem unteren Waldweg vom Birkhof zur Landesstraße 1066. Er entspringt etwa auf 474 m ü. NHN und läuft auf der ersten Hälfte seines Laufes ungefähr ostnordöstlich. Dabei erreicht er schon nach etwa 200 Metern den Rand des Waldes, von dem er sich nach noch einmal so langer Strecke dann löst. In weiterhin flacher Mulde läuft er etwa 150 Meter südlich neben der Landesstraße auf die K 2637 zu, die von dieser am Gründelhardter Schützenhaus abzweigt und südwärts nach Vorderuhlberg hochführt. In etwas stärker eingetiefter Mulde fließt er nach der Kreisstraße auf den Weiler Hellmannshofen zu, den er dann durchquert. Am Ende des Orts passiert er eine alte Kapelle neben der über ihn geschlagenen Straßenbrücke der L 1068, die ebenfalls am Schützenhaus von der Landesstraße abzweigt und durch Hellmannshofen nach Honhardt führt. Wie schon zuvor, zeigt sich auch unterhalb des Ortes nur spärlicher Baum- oder Strauchbewuchs an den anfangs meist von Feldern gesäumten Ufern. 
Einen Viertelskilometer nordwestlich des Reishofes mündet der erste Zufluss Brechbach von Südwesten, der im Ortsbereich von Vorderuhlberg über einem Hang entspringt und in einer Flurlücke an diesem herabläuft. Etwa 0,4 km nach diesem stößt von Osten her der Ghaiwasenbach zum Stettbach. Hiernach fließt dieser in engerem Tal in nördlicher bis nordwestlicher Richtung weiter, zunächst kurz am Fuße eines Wäldchens am nunmehr deutlich steileren rechten Hang und von nun an von einer fast ununterbrochener Baumgalerie begleitet. Von links und Westsüdwesten her verstärkt der Niederbach das Gewässer, der mit seinen zwei Oberläufen zusammen mehr als die Hälfte des Stettbach-Einzugsgebietes entwässert, zusammen mit seinem rechten Oberlauf Madenbach auch dessen längster Zufluss ist. Der linke Oberlauf Brunnenbach des Niederbachs durchzieht das größte Dorf Gründelhardt im Einzugsgebiet. Ab nun ersetzen die Wiesen die Äcker am Ufer ganz.
Wenig unterhalb passiert der Stettbach die Stettmühle am linken Ufer und bald darauf zieht er durch den größtenteils ebenfalls links liegenden Weiler Stetten selbst; am Ortsende überquert ihn hier die K 2641 aus Gründelhardt nach Unterspeltach. Das Tal ist hier wieder muldiger und flacher geworden und weitet sich nun langsam aus. Der Bach passiert den links etwas ferner einzeln von einem Wäldchen stehenden Eulenhof und tritt dann in die weite Speltachaue ein. Etwa 0,3 km unterhalb der Flussbrücke des Sträßchen von Stetten in Richtung Crailsheim  mündet der Stettbach schließlich auf etwa 416 m ü. NHN von rechts und Südwesten in die mittlere Speltach.
Der Stettbach ist sowohl nach seiner Länge von 4,9 km Länge wie nach dem Umfang seines Teileinzugsgebiets der größte Zufluss der Speltach. Auf seinem Lauf hat er ein mittleres Sohlgefälle von etwa 12 ‰.

### Einzugsgebiet
Der Stettbach entwässert ein Gebiet von 8,4 km², das weit überwiegend zum Unterraum Burgberg-Vorhöhen und Speltachbucht des Naturraums Schwäbisch-Fränkische Waldberge rechnet. Nur ein schmaler Randstreifen im Südosten um Vorderuhlbach ist Teil des angrenzenden Unterraums Ellwanger Berge. Die darin überwiegenden tieferen Teile werden dem Speltachgrund zugerechnet, der also mehr umfasst als nur die oft recht breite Aue der Speltach selbst.
Jenseits der gesamten südwestlichen Wasserscheide grenzt das Einzugsgebiet des etwa gegenläufigen Nesselbachs an, der nicht wie der Stettbach über die Speltach zur Jagst, sondern über die Bühler zum mittleren Kocher entwässert; in ihrem Verlauf liegt auf dem Mörder auch der mit 515,1 m ü. NHN höchste Punkt, der zum Stettbach entwässert. Hinter der gesamten nördlichen Wasserscheide, die ihren mit 502,5 m ü. NHN höchsten Punkt auf der Kuppe der Nonnenkappel etwas nordwestlich von Gründelhardt erreicht, konkurriert die Gewässerfolge von Bühlbach, Taubbach und schließlich Betzenbach, welcher etwas oberhalb des Stettbachs in die Speltach mündet.
Jenseits der mündungsnahen östlichen Einzugsgebietsgrenze fließt nur der wenig bedeutenden Schmindbach durch Unterspeltach zur Speltach. Im Südosten entwässert der Oberlauf Honhardter Bach des Jagst-Zuflusses Steinbach das außen anliegende Gebiet. Der Wasserscheidenabschnitt gegen ihn beginnt auf dem Forst auf etwa  503 m ü. NHN, folgt dann lange der Trasse der L 1068 von Honhardt nach Hellmannshofen, wo er im Terrain kaum zu bemerken ist, dann steigt er wieder steil an auf die Geländestufe zu den Ellwanger Bergen bis in eine Höhe von über 510 m ü. NHN bei Vorderuhlberg. Auf weniger als einem halben Kilometer des Einzugsgebiets ganz im Süden stößt das Einzugsgebiet hier an das der Blinden Rot, die das bedeutendste der außen konkurrierenden Gewässer ist und in den oberen Kocher mündet. Danach folgt das schon erwähnte Einzugsgebiet des Nesselbachs, der hier über seinen großen linken Oberlauf Schenkenbach konkurriert.
Abgesehen von den höchsten Lagen und den steilen Hängen darunter, auf denen meist Wald steht, ist das Gebiet eine offene, landwirtschaftlich genutzte  Flurlandschaft, deren mittlere Lagen meist beackert werden, während in den Auen die Wiesen dominieren. Der Stettbach, sonst wie seine Zuflüsse im flacheren Bereich meist begradigt, zeigt am Lauf nur noch auf einem Kilometer etwa zwischen der Stettmühle und dem Rand der Speltachaue naturnahen Mäanderlauf.

### Zuflüsse und Seen
Liste der Zuflüsse und  Seen von der Quelle zur Mündung. Gewässerlänge, Seefläche und Einzugsgebiet und Höhe nach den entsprechenden Layern auf der Onlinekarte der LUBW. Andere Quellen für die Angaben sind vermerkt.
Quelle des Stettbachs auf etwa 474 m ü. NHN am Ostfuß des bewaldeten Bergs Mörder in einer flachen Obertalmulde.
Der Bach fließt anfangs ostnordöstlich.
- Brechbach, von rechts und Südosten auf etwa 434,3 m ü. NHN[LUBW 2] etwa einen halben Kilometer östlich-unterhalb von Hellmannshofen, 1,6 km und ca. 1,3 km². Entsteht auf etwa 495 m ü. NHN am Nordrand von Vorderuhlberg. Der Stettbach ist bis zur Brechbach-Zumündung 1,9 km lang, hat aber nur ein Teileinzugsgebiet von ca. 1,0 km².
  - Birkbach, von links und Westen auf etwa 447,7 m ü. NHN[LUBW 2] am Südfuß der Reishalde, 0,6 km und ca. 0,4 km². Entsteht auf etwa 465 m ü. NHN östlich des Birkhofs im unteren Waldgewann Uhlberger Eichen.
- Ghaiwasenbach (auch wohl falsch Gheiwasenbach[LUBW 5]), von rechts und Osten auf etwa 432 m ü. NHN etwa einen halben Kilometer westlich von Altenfelden, 1,2 km und ca. 1,0 km². Entsteht auf etwa 448 m ü. NHN am Südwestrand des Hügelwaldes Forst.
Von diesem Zufluss an zieht der Stettbach nordöstlich bis nordnordöstlich.
- Niederbach, von links und Westsüdwesten auf etwa 427,8 m ü. NHN[LUBW 2] etwa einen halben Kilometer südwestlich-oberhalb von Stetten, 2,9 km mit dem Hauptoberlauf Madenbach und 0,7 km auf dem Namenslauf sowie ca. 2,6 km². Zusammenfluss aus seinen Oberläufen auf etwa 432,6 m ü. NHN[LUBW 2] etwa 0,3 km östlich der Kläranlage von Gründelhardt.
  - Madenbach, rechter und westsüdwestlicher Hauptoberlauf, 2,1 km und ca. 1,2 km². Entsteht auf etwa 477 m ü. NHN am Südwestrand von Brunzenberg.
  - Brunnenbach, linker und westlicher Oberlauf, 1,7 km und ca. 1,2 km². Entsteht auf etwa 459 m ü. NHN wenig vor dem Südwesteck des Bebauungsgebietes Kohlert von Gründelhardt.
    - Passiert auf unter 450 m ü. NHN das Freibad von Gründelhardt am Südrand des Baugebietes Kohlert.
    -  Passiert kurz vor der Unterquerung der L 1066 einen Teich am Südrand von Gründelhardt auf etwa 445 m ü. NHN, 0,1 ha.
    -  Passiert zwischen den Sportplätzen des Dorfes  drei Teiche am Südrand von Gründelhardt auf um 432 m ü. NHN, zusammen ca. 0,1 ha.[LUBW 8]
- Passiert einen Teich links am Ufer bei der Stettmühle kurz vor Stetten auf etwa 425 m ü. NHN, 0,1 ha.
- Gründelbach, von links und Westen auf etwa 424 m ü. NHN durch Stetten, 0,6 km und ca. 0,8 km². Entsteht auf etwa 434 m ü. NHN neben der L 2641 aus Gründelhardt und folgt ihr lange als Straßengraben.
  - (Auengraben), von rechts kurz vor der Mündung des Gründelbachs, ca. 0,2 km[LUBW 9] und unter 0,1 km². Entsteht als Abfluss des Teichs an der Stettmühle.

Mündung des Stettbachs von rechts und Südosten auf etwa 416 m ü. NHN etwa einen Viertelskilometer unterhalb der Speltachbrücke der Straße von Stetten zur K 2640 in die mittlere Speltach. Der Stettbach ist 4,9 km lang und hat ein Einzugsgebiet von 8,4 km², womit er in beider Beziehung der bedeutendste Zufluss der Speltach ist.

### Ortschaften
Das gesamte Einzugsgebiet liegt im Gebiet der Gemeinde Frankenhardt im Landkreis Schwäbisch Hall.
Vom Stettbach selbst durchflossen wird am Oberlauf der überwiegend links liegende Weiler Hellmannshofen, am Unterlauf passiert der Bach kurz nacheinander die Stettmühle am linken Ufer und durchquert dann den überwiegend auf derselben Seite liegenden Weiler Stetten. Das wenig danach noch links des Laufs liegende Einzelanwesen Eulenhof liegt dem Gewässer etwas ferner. 
Der Weiler Vorderuhlberg liegt wenig über der Hangquelle des Zulaufes Brechbach, zu dem er entwässert, und der an seinem Unterlauf den rechts etwas über der Talmulde liegenden Kleinweiler Reishof passiert. Am Ufer des Ghaiwasenbachs liegt der Weiler Altenfelden. Der Weiler Brunzenberg befindet sich nahe der Quelle des Niederbach-Hauptoberlaufs Madenbach, während der größte Ort im Einzugsgebiet, das Dorf Gründelhardt, überwiegend links am Hang des Brunnenbachtals zur Nonnenkappel hinauf steht, mit einem kleinen neueren Siedlungsteil jedoch auch außerhalb des Stettbach-Einzugsgebietes liegt und zum Betzenbach entwässert. Der auch Birklein genannte Weiler Birkhof steht im Südwesten dicht an der Wasserscheide zum Schenkenbach, der über den Nesselbach zur Bühler entwässert.

## Geologie
Das in der Keuperberglandzone des Südwestdeutschen Stufenlandes liegende Einzugsgebiet des Stettbachs hat im Süden Anteil an den Ellwanger Berge, in denen Hochebenen im Kieselsandstein (Hassberge-Formation) dominieren, liegt jedoch mit seinem überwiegenden Anteil im sogenannten Speltachgrund im Ausräumungsbereich der von der an der Mündung im Gipskeuper (Grabfeld-Formation) fließenden Speltach ausgehenden Erosion.
Nördlich der Stufenkante etwa auf der Linie Vorderuhlberg–Mainkling haben sich aus tektonischen Gründen einige Kieselsandstein-Zeugenberge im Bereich der westlichen (Mörder, Gemeindewasen beim Gründelhardter Schützenhaus, Hochebene um Brunzenberg), nördlichen (Nonnenkappel bei Gründelhardt) und östlichen (Forst östlich von Stetten) Wasserscheide erhalten, die durch Reliefumkehr im Bereich der das nördliche Einzugsgebiet durchlaufenden, weitreichend von Westsüdwest nach Ostnordost ziehenden Senkungszone Neckar-Jagst-Furche erklärt werden, von der her einige kurze Querstörungen ins innere des Einzugsgebietes ziehen.
Die höchsten Quellen im Einzugsgebiet (Brechbach bei Vorderuhlberg, Madenbach bei Brunzenberg) entspringen nahe der Schichtgrenze des Kieselsandsteins zu den Unteren Bunten Mergeln (Steigerwald-Formation), welche die Höhenkuppen an den Hängen in breitem Band umgeben. Der Stettbach selbst entsteht etwas tiefer im Bereich einer kleinen Lössderivat-Insel, deren Ausgangsgestein quartär im Lee am Ostfuß des Mörder abgelagert wurde. Nach Fläche gerechnet ist der unter den Bunten Mergeln liegende Schilfsandstein (Stuttgart-Formation) die dominante Formation vor allem im westlichen Einzugsgebiet. In der Aue des Brechbach-Unterlaufs und entlang des Stettbach-Mittellauf von dessen Zulauf bis zum Laufknick am Zufluss des Ghaiwasenbachs streichen darunter im Gipskeuper vor allem rechtsseits nacheinander dessen Estherienschichten und die Corbula-Bank flächenhaft aus. Der untere Stettbach durchquert bei Stetten von unterhalb des Niederbach-Zulaufs bis nahe zum Speltachauenrand einen von zwei vermuteten westnordwest-ostsüdöstlich laufenden Störungen eingefassten kleinen tektonischen Graben, wo er nun wieder im Schilfsandstein fließt. Die Mündung liegt nach dem Wechsel zurück in den Gipskeuper im breiten Auensedimentband der Speltach.
Geotope im Schilfsandstein sind zwei Hohlwege bei Hellmannshofen, ein Hohlweg am Nordrand von Stetten sowie ein aufgelassener Steinbruch östlich des Weilers am Anstieg zum Forst. Ein weiteres Geotop am Nordende von Altenfelden schließt die Estherienschichten des obersten Gipskeupers auf.

### LUBW
Amtliche Online-Gewässerkarte mit passendem Ausschnitt und den hier benutzten Layern: Lauf und Einzugsgebiet des Stettbachs

Allgemeiner Einstieg ohne Voreinstellungen und Layer: Daten- und Kartendienst der Landesanstalt für Umwelt Baden-Württemberg (LUBW) (Hinweise)
1. 1 2  Höhe nach dem Höhenlinienbild auf dem Hintergrundlayer Topographische Karte.
2. 1 2 3 4 5 6 7 8  Höhe nach schwarzer Beschriftung auf dem Hintergrundlayer Topographische Karte.
3. 1 2  Länge nach dem Layer Gewässernetz (AWGN).
4. 1 2  Einzugsgebiet nach dem Layer Basiseinzugsgebiet (AWGN).
5. 1 2 3 4  Der Bach fließt sowohl
  - nach dem Layer Liegenschaft und Gewässer (sichtbar nur bei sehr feinem Maßstab) wie auch
  - nach dem Meßtischblatt 6926 Jagstheim von 1936 in der Deutschen Fotothek

nahe einem Gewann des Namens Ghaiwasen. Die auf den Layern
  - Gewässernetz (AWGN) und
  - Gewässername

verwendete Namensform Gheiwasenbach geht wohl auf einen Schreibfehler zurück.
6. ↑  Seefläche nach dem Layer Stehende Gewässer.
7. ↑  Einzugsgebiet abgemessen auf dem Hintergrundlayer Topographische Karte.
8. ↑  Seefläche abgemessen auf dem Hintergrundlayer Topographische Karte.
9. ↑  Länge abgemessen auf dem Hintergrundlayer Topographische Karte.
10. ↑  Lage und teils auch Beschreibung der Geotope auf dem Layer Geotope.

### Andere Belege
1. ↑  Wolf-Dieter Sick: Geographische Landesaufnahme: Die naturräumlichen Einheiten auf Blatt 162 Rothenburg o. d. Tauber. Bundesanstalt für Landeskunde, Bad Godesberg 1962. → Online-Karte (PDF; 4,7 MB)
2. ↑  Geologie nach der unter → Literatur aufgeführten geologischen Karte, die aber nur den Bereich bis an den Westrand von Stetten abdeckt. Einen gröberen Überblick insbesondere über die Einzugsgebietsanteile östlich davon verschafft auch: Mapserver des Landesamtes für Geologie, Rohstoffe und Bergbau (LGRB) (Hinweise)